# سمی کوناتانی
سمی کوناتانی (انگلیسی: Semi Kunatani؛ زادهٔ ۲۷ اکتبر ۱۹۹۰) بازیکن راگبی ۱۵ نفره اهل فیجی است.
وی به‌همراه تیم ملی راگبی ۷ نفره فیجی به مقام قهرمانی در بازی‌های المپیک تابستانی ۲۰۱۶ رسیده‌است.